# Ємцев Михайло Тихонович
Михайло Тихонович Ємцев (рос. Михаил Тихонович Емцев, 3 червня 1930, Херсон — пом.25 серпня 2003, Москва) — радянський та російський письменник-фантаст, дисидент.

## Біографія
Михайло Ємцев народився у 1930 році в Херсоні в сім'ї вчителів. Батько майбутнього письменника репресований у 30-х роках ХХ століття і розстріляний у херсонській в'язниці у 1937 році. У 1953 році Михайло Ємцев закінчив Московський інститут тонкої хімічної технології, після закінчення якого працював у Інституті паливних копалин. Під час роботи він познайомився із Єремієм Парновим, з яким вони спочатку стали лекторами всесоюзного товариства «Знання», пізніше разом писали науково-популярні статті, а з 1961 року разом розпочали літературну творчість. У 60-х роках ХХ століття Ємцев входив до неформального московського гуртка письменників-фантастів, організованого за ініціативою Сергія Жемайтіса, який збирався у редакції фантастики видавництва «Молода гвардія» (до цього гуртка входили також Аркадій Стругацький, Север Гансовський, Анатолій Дніпров, Роман Подольний, Єремій Парнов, Дмитро Біленкін, Аріадна Громова, Олександр Мірер). У 1966 році Ємцев взяв участь у написанні фантастичної повісті-буріме «Ті, що летять крізь мить». У 1967 році Михайло Ємцев став членом Спілки письменників СРСР. Проте на початку 70-х років ХХ століття творчий дует Ємцева і Парнова розпався, частково з ідейних причин. На той час Єремій Парнов став одним із керівників Ради з пригодницької та науково-фантастичної літератури Спілки Письменників СРСР, а Ємцев став близьким до кола радянських дисидентів. Він дружив із Юрієм Домбровським, написав звернення до Юрія Андропова на захист Свєтова і Крахмальнікової, та до Михайла Горбачова на захист академіка Сахарова. На початку 80-х років ХХ століття Ємцев був членом редколегії підпільного самвидатівського журналу «Поиски» разом із Олександром Подрабінеком і Глібом Павловським.
Помер Михайло Ємцев у Москві 25 серпня 2003 року. Похований письменник на Востряковському кладовищі.

## Літературна творчість
Літературну творчість Михайло Ємцев розпочав у 1961 році публікацією разом із своїм співавтором Єремій Парнов оповідання «Секрет безсмертя». Більшість творів 60-х років ХХ століття Ємцев написав у співавторстві з Парновим, найвідомішими серед них у Радянському Союзі були «Рівняння з блідого Нептуна», «Море Дірака», «Остання подорож полковника Фосетта». Проте у Західній Європі та США найвідомішим твором цього дуету письменників вважається роман «Душа світу», який перекладений англійською мовою та виданий у 1978 році із передмовою Теодора Стерджона, який вважав цей роман незвичайним.
У 70-х роках творчий дует Парнова і Ємцева розпався. Після цього Михайло Ємцев самостійно писав як фантастичні твори. так і документальні книги. Найвідомішими самостійними творами Ємцева є «Бог після шести» і «Чиста планета», проте вони не стали такими ж відомими, як твори письменника у співавторстві з Парновим. Єремій Парнов написав також кілька документальних творів («Потенціал надійності», «Нариси про Херсон»), есе, а також кіносценарій до фільму за оповіданням Рея Бредбері «Гуркіт грому».

## Переклади
Твори Михайла Ємцева перекладені багатьма мовами світу, зокрема англійською, латиською, польською, литовською, французькою, угорською та багатьма іншими. Українською мовою перекладено ряд оповідань письменника, які написані у співавторстві з Єремієм Парновим.